# Nivea (cantante)
Nivea B. Hamilton, conosciuta semplicemente come Nivea (Atlanta, 24 marzo 1982), è una cantante statunitense.
Prodotta inizialmente da Jive Records, nella prima fase della sua carriera ha ottenuto un successo internazionale con il singolo Don't Mess with my Man ed è entrata nella Billboard 200 con gli album Nivea e Complicated. Nel 2019 ha pubblicato il suo quarto album Circles via Hill Music Group.

## Biografia
Nata e cresciuta ad Atlanta, da bambina ha frequentato il coro di una chiesa seppur soffrendo a lungo di difficoltà nel cantare da sola di fronte ad un pubblico a causa di una forte timidezza. Nel 2000 collabora con il rapper Mystikal nel singolo Danger (Been So Long), che raggiunge la posizione numero 14 nella Billboard Hot 100: questo le permette di ottenere un contratto discografico con Jive Records e di pubblicare musica da solista. Dopo aver ottenuto magri risultati con i primi singoli, Nivea raggiunge un successo di carattere internazionale con il brano Don't Mess with my Man: collaborazione con Brian e Brandon Casey dei Jagged Edge, il singolo raggiunge la top 10 della Billboard Hot 10 e la top 20 delle classifiche di Francia e Nuova Zelanda.
Viene dunque pubblicato il suo album di debutto Nivea, che raggiunge la posizione numero 80 della Billboard 200. L'artista riesce a ottenere dei buoni risultati in USA anche con il successivo singolo Laundromat, brano il cui video musicale ospita il noto artista R&B R. Kelly e il comico Nick Cannon nel relativo videoclip. Nel 2003 Don't Mess with my Man viene nominata a un Grammy nella categoria "miglior performance di un duo o gruppo musicale su un brano R&B". Collabora successivamente con Akon e Rasheeda in You Wanna Touch Me: in questo periodo conosce il produttore The-Dream, suo futuro marito, con cui inizia a lavorare sul suo secondo album. Nel 2005 viene pubblicato via Jive Records l'album Complicated che, grazie al traino del singolo Okay, raggiunge la posizione 37 della Billboard 200.
Dopo aver lasciato la Jive e aver firmato un contratto con Arista Records, Nivea pubblica il suo terzo album Animalistic (prodotto ancora da The-Dream) nel 2006 in esclusiva per il mercato giapponese. La pubblicazione del progetto in USA, inizialmente prevista, non è mai avvenuta. Nel 2010, dopo anni di assenza dalle scene, prende parte ad alcuni mixtape prodotti dalla Cash Money, collaborando anche con il proprietario dell'etichetta Lil Wayne. Nel 2011 pubblica in maniera indipendente l'EP Nivea: Undercover. Negli anni successivi parla a più riprese di vari progetti discografici a cui afferma di lavorare da indipendente: non pubblica tuttavia alcun disco fino al 2019, anno di pubblicazione del suo quarto album Circles. Ciononostante, nel 2018 pubblica alcune collaborazioni con Lil Wayne e altri artisti.
Nel 2023 torna in scena con il singolo Killa.

## Vita privata
Fidanzatasi ufficialmente col rapper Lil Wayne nel 2002, ha poi sposato il produttore The-Dream nel dicembre 2004. La coppia ha avuto tre figli: la primogenita Navy Talia Nash nel 2005 e i gemelli London Nash e Christian Nash nel 2006. I due hanno divorziato nel 2007 per volere di The-Dream, nonostante Nivea affermi che non avrebbe voluto arrivare a questo epilogo. Successivamente Nivea si è fidanzata nuovamente con Lil Wayne, il quale l'avrebbe inoltre convinta a lasciare per un periodo il mondo della musica per dedicarsi ai bambini. La coppia ha avuto un figlio, Neal Carter, nel 2009.

## Discografia

### Album in studio
- 2001 – Nivea
- 2005 – Complicated
- 2006 – Animalistic
- 2019 – Mirrors

### Singoli
- 2000 – Danger (Been So Long) (con Mystikal)
- 2001 – Don't Mess with the Radio
- 2002 – Run Away (I Wanna Be with U) (feat. Pusha T. e Brandon Casey)
- 2003 – Laundromat
- 2004 – Okay (feat. Lil Jon e YoungBloodZ)
- 2005 – Parking Lot
- 2006 – Watch It
- 2018 – Circles
- 2023 – Killa